# Mikael Hellström
Den här artikeln handlar om fotbollsspelaren Mikael Hellström, för regissören född 1967 se Mikael Hellström (regissör)
Mikael Hellström, född 11 mars 1972, är en svensk före detta fotbollsspelare som spelade hela sin karriär i Hammarby IF.

## Uppväxt
Mikael är uppväxt i Västerhaninge söder om Stockholm. Han började spela fotboll i Västerhaninge IF innan han som 10-åring tog klivet över till Hammarbys ungdomsverksamhet. Som liten spelade han mest som mittback innan han senare flyttades upp på mittfältet. 

## Tidig karriär
Han fick en plats i A-truppen till säsongen 1990 och den allsvenska debuten gjorde han som inhoppare mot Djurgårdens IF (1-9) 13 augusti på Råsunda. Det första allsvenska målet gjorde han två omgångar senare hemma på Söderstadion mot IFK Göteborg (2-4) den 19 augusti. 
Säsongen 1991 togs han med i truppen till Junior-VM i Portugal och han spelade sin enda J-landskamp när han hoppade in i andra halvlek i sista gruppspelsmatchen mot Brasilien (0-2) den 20 juni i Porto. 
Han var med och vann SM-guld i inomhusfotboll i februari 1991 när Hammarby besegrade Östers IF efter straffar och när Hammarby gick till final i Tipsallsvenskan 1995, förlust mot IF Elfsborg (0-1). Han gjorde segermålet borta mot tjeckoslovakiska FC Dukla Banska Bystrica (1-0) i Tipscupen sommaren 1991. Under nittiotalet var han ett fast inslag i Hammarbys startelva och han utsågs till Hammarbys lagkapten säsongerna 1999, 2000 och 2002. 

## Sen karriär
Debuten som vänsterback skedde hemma på Söderstadion mot BK Häcken (3-3) den 3 juni 1998 då han efter 63 minuter flyttades ner från sin normala innermittfältsposition. Hammarby hämtade därefter upp 0–3-underläget, Mikael Hellström gjorde succé och spelade kvar där resten av karriären.
Det gick så bra att han fick förbundskaptenernas ögon på sig och han togs ut till ett landslagsläger i Jönköping i november 1998. Han fick debutera i landslaget i vänskapslandskampen mot Jamaica (2-1) på Råsunda fotbollsstadion den 27 maj 1999. 
Efter tolv säsonger i A-truppen kunde han till slut höja mästerskapspokalen i luften när Hammarby vann Allsvenskan och blev svenska mästare 2001. Han spelade i kvalet till UEFA Champions League 2002/2003 mot jugoslaviska FK Partizan, 1-1 på Råsunda den 31 juli 2002 och 0-4 borta på Stadion Partizana i Belgrad den 7 augusti. 
Mikael är vänsterfotad och har under sin tid i Hammarby växlat mellan positionerna vänsterinner- och yttermittältare och de sista åren som vänsterback.

## Meriter
- SM-Guld: 2001

## Mål i karriären
- Säsong 2004: 7 matcher 0 mål
- Säsong 2003: 4 matcher 0 mål
- Säsong 2002: 25 matcher 0 mål
- Säsong 2001: 18 matcher 0 mål
- Säsong 2000: 17 matcher 0 mål
- Säsong 1999: 26 matcher 0 mål
- Säsong 1998: 23 matcher 1 mål
- Säsong 1997: 25 matcher 1 mål
- Säsong 1996: 22 matcher 2 mål
- Säsong 1995: 24 matcher 0 mål
- Säsong 1994: 25 matcher 3 mål
- Säsong 1993: 26 matcher 3 mål
- Säsong 1992: 25 matcher 4 mål
- Säsong 1991: 24 matcher 3 mål
- Säsong 1990: 10 matcher 1 mål